# Communauté de communes Vallée des Baux-Alpilles
Die Communauté de communes Vallée des Baux-Alpilles (kurz CC VBA) ist ein französischer Gemeindeverband mit der Rechtsform einer Communauté de communes im Département Bouches-du-Rhône in der Region Provence-Alpes-Côte d’Azur. Sie wurde am 29. Dezember 1995 gegründet und umfasst zehn Gemeinden. Der Verwaltungssitz befindet sich im Ort Maussane-les-Alpilles.

## Mitgliedsgemeinden
| Gemeinde                                        | Einwohner 1. Januar 2022 | Fläche km² | Dichte Einw./km² | Code INSEE | Postleitzahl |
| ----------------------------------------------- | ------------------------ | ---------- | ---------------- | ---------- | ------------ |
| Aureille                                        | 1.537                    | 21,74      | 71               | 13006      | 13930        |
| Eygalières                                      | 1.740                    | 33,97      | 51               | 13034      | 13810        |
| Fontvieille                                     | 3.555                    | 40,18      | 88               | 13038      | 13990        |
| Les Baux-de-Provence                            | 262                      | 18,07      | 14               | 13011      | 13520        |
| Mas-Blanc-des-Alpilles                          | 537                      | 1,57       | 342              | 13057      | 13103        |
| Maussane-les-Alpilles                           | 2.396                    | 31,60      | 76               | 13058      | 13520        |
| Mouriès                                         | 3.471                    | 38,35      | 91               | 13065      | 13890        |
| Paradou                                         | 2.181                    | 16,15      | 135              | 13068      | 13520        |
| Saint-Étienne-du-Grès                           | 2.480                    | 29,04      | 85               | 13094      | 13103        |
| Saint-Rémy-de-Provence                          | 9.547                    | 89,09      | 107              | 13100      | 13210        |
| Communauté de communes Vallée des Baux-Alpilles | 27.706                   | 319,76     | 87               | –          | –            |